# Galeria Focus Park w Zielonej Górze

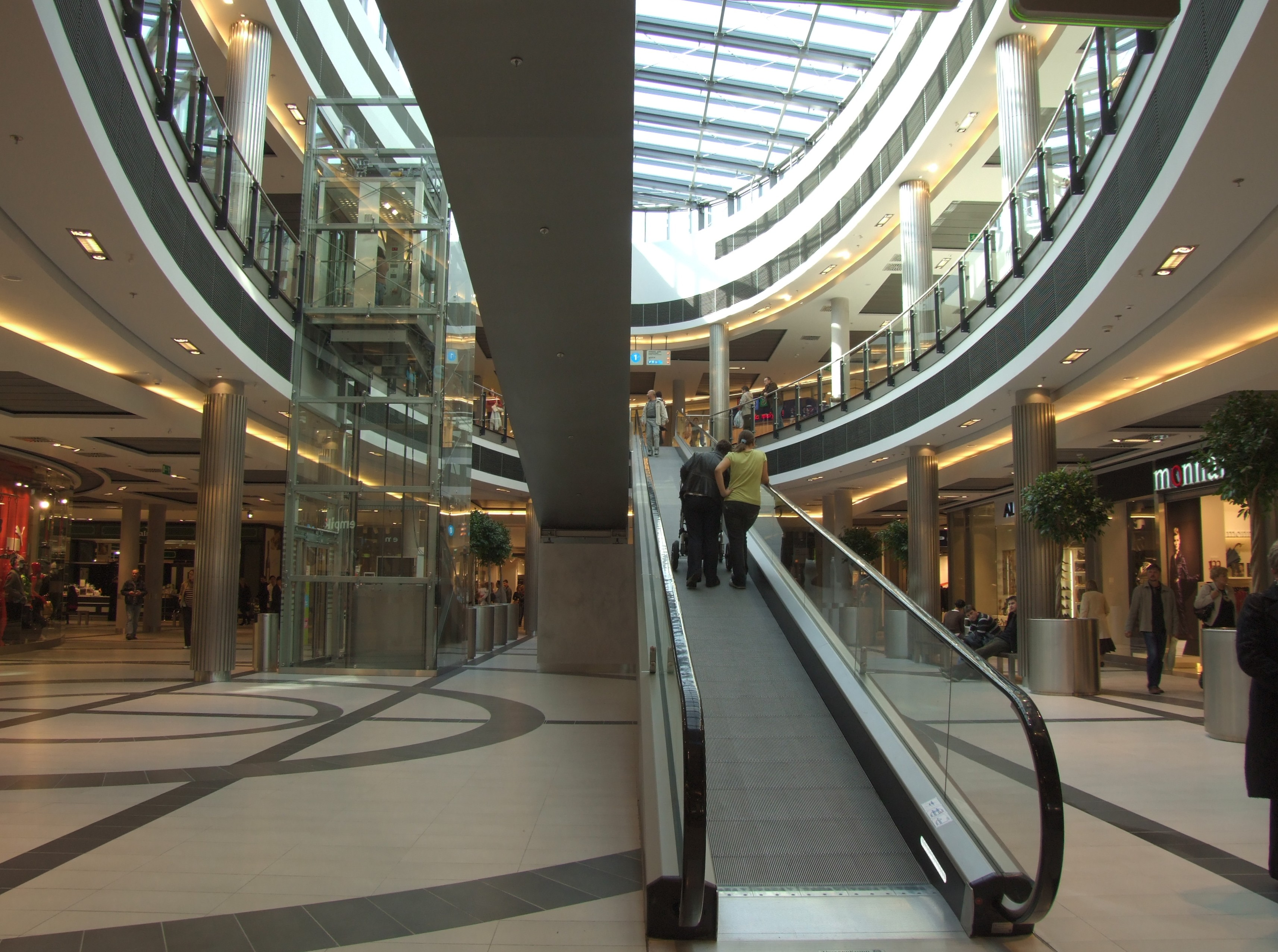
Wnętrze galerii handlowej

Galeria Focus Mall "Polska Wełna" – największe pod względem powierzchni wynajmowanej centrum handlowo-rozrywkowe w Zielonej Górze. Jego powierzchnia całkowita wynosi 48 tys. m² (nie licząc budynków wciąż czekających na modernizację - docelowo cały kompleks ma stanowić 117 tys. m²), z których 29,1 tys. m² przeznaczono pod handel i usługi, a 18 tys. m² na multipleks (Cinema City) i wewnętrzne ciągi komunikacyjne. W zielonogórskim Focus Parku znajduje się muzeum przemysłu włókienniczego, 111 sklepów oraz 1 supermarket marki Carrefour w segmencie premium otwarty 8.11.2017 r., 10 kawiarni; barów i restauracji, fitness club oraz 9 sal kinowych o amfiteatralnym układzie widowni (w sumie 1300 foteli). Obiekt jest zaopatrzony w około 1500 zadaszonych miejsc parkingowych dla aut, a także przystanek komunikacji miejskiej zintegrowany z całym kompleksem. 
Centrum otwarte zostało 17 września 2008 r. Jego inwestorem i deweloperem jest firma Parkridge Retail Poland, która  specjalizuje się w adaptowaniu starych obiektów poprzemysłowych w nowoczesne galerie handlowo-rozrywkowe. Dotychczasowa wartość inwestycji: 66 mln euro.
Na terenie dawnej "Polskiej Wełny" (zanim powstało centrum handlowe) był kręcony film Baśń o ludziach stąd.